# Karol Jokl
Karol Jokl (né le 29 août 1945 à Partizánske à l'époque en Tchécoslovaquie et aujourd'hui en Slovaquie, et décédé le 28 octobre 1996 à Bratislava) est un joueur de football slovaque (international tchécoslovaque) qui évoluait au poste de milieu de terrain ou d'attaquant, avant de devenir ensuite entraîneur.

## Biographie

### Carrière de joueur

#### Carrière en club
Karol Jokl joue en faveur du Tempo Partizánske, puis du Slovan Bratislava, et enfin du Baník Prievidza.
Avec le Slovan Bratislava, il remporte trois championnats de Tchécoslovaquie, deux Coupes de Tchécoslovaquie, et surtout une Coupe d'Europe des vainqueurs de coupes, gagnée face au FC Barcelone. Il est titulaire lors de la finale remportée face au club catalan.
Avec le club de Bratislava, Karol Jokl dispute 4 matchs en Coupe d'Europe des clubs champions, et 243 matchs en première division tchécoslovaque, inscrivant 69 buts dans ce championnat. Il réalise sa meilleure performance lors de la saison 1969-1970, où il marque 10 buts.

#### Carrière en sélection
Avec l'équipe de Tchécoslovaquie, il joue 27 matchs et inscrit 11 buts entre 1963 et 1972. 
Il joue son premier match en équipe nationale le 3 novembre 1963 contre la Yougoslavie, et son dernier le contre 1er novembre 1972 contre l'Allemagne de l'Est.
Il inscrit un doublé contre la Turquie le 10 novembre 1965, à l'occasion des éliminatoires du mondial 1966. Il inscrit à nouveau un doublé le 14 mai 1972, en amical contre la Suède.
Il figure dans le groupe des sélectionnés lors de la Coupe du monde de 1970. Lors du mondial organisé au Mexique, il joue trois matchs, sans inscrire de but. Il joue à cet effet contre le Brésil, la Roumanie, et enfin l'Angleterre.

### Carrière d'entraîneur
Il dirige les joueurs de plusieurs clubs slovaques, et réalise une expérience à l'étranger, avec l'équipe autrichienne de St. Pölten.

## Palmarès
Slovan Bratislava
| - Championnat de Tchécoslovaquie (3) : - Champion : 1969-70, 1973-74 et 1974-75. - Vice-champion : 1963-64, 1966-67, 1967-68, 1968-69 et 1971-72. - Coupe de Tchécoslovaquie (2) : - Vainqueur : 1967-68 et 1973-74. - Finaliste : 1964-65, 1969-70 et 1971-72. |  | - Coupe d'Europe des vainqueurs de coupes (1) : - Vainqueur : 1968-69. |